# 白鳥村 (千葉県)
白鳥村（しらとりむら）は、かつて千葉県市原郡に存在し、昭和の大合併により廃止された村。現在の市原市南部（加茂地区）に所在していた。

## 地理
市原郡（郡域はほぼ現在の市原市と重なる）の最南端に位置する村であった。1916年（大正5年）時点では、北に里見村と隣接し、東に夷隅郡西畑村、東南に老川村、西南に君津郡亀山村、西に君津郡久留里町に接する。
1916年（大正5年）に編纂された『千葉県市原郡誌』によれば、大久保（おおくぼ）・石塚（いしづか）・菅野（すがの）・月崎（つきざき）・国本（こくもと）・柳川（やながわ）・折津（おりつ）・石神（いしがみ）・朝生原（あそうばら）・戸面（とづら）の10区（いずれも町村制以前の旧村＝大字）からなっていた。これらの10個の大字の名称は、現在の市原市の大字として存続している。

## 歴史
1889年（明治22年）、大久保村・石塚村・菅野村・月崎村・国本村・柳川村・折津村・石神村・朝生原村・戸面村が合併し白鳥村が発足。村名は、大福山の山頂に日本武尊を祀る白鳥神社があることに由来する。

### 町村制施行以後の行政区画変遷年表
- 1889年（明治22年）4月1日 - 町村制施行に伴い、大久保村・石塚村・菅野村・月崎村・国本村・柳川村・折津村・石神村・朝生原村・戸面村が合併し市原郡白鳥村が発足。
- 1954年（昭和29年）1月15日 - 富山村、里見村、高滝村と合併し加茂村となり消滅。
- 1967年（昭和42年）10月1日 - 加茂村と南総町が市原市に編入。加茂村は消滅。

## 交通

### 鉄道
- 小湊鉄道
  - ■小湊鉄道線
    - 月崎駅 - 上総大久保駅 - 養老渓谷駅

## 人物

### ゆかりの人物
- 日高誠実 - 漢学者。梅ヶ瀬渓谷を開き、私塾「梅瀬書堂」を置いた[4]。